# DDR-Kinder von Namibia

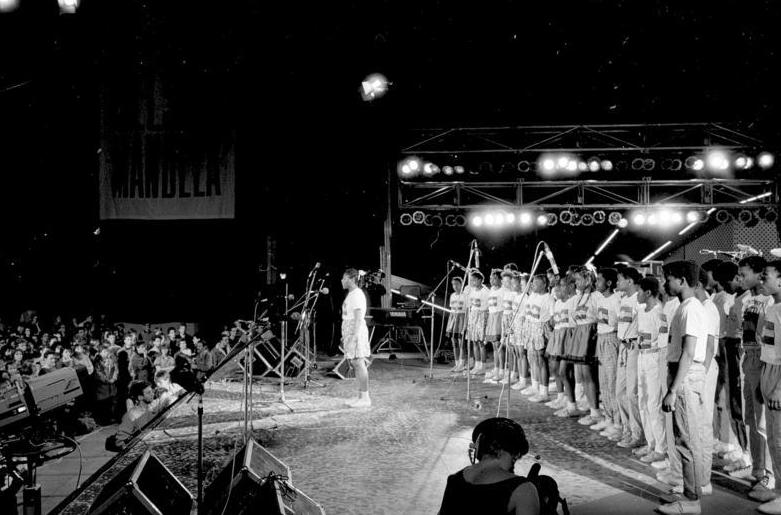
DDR-Kinder bei einer Aufführung in der Schule der Freundschaft in Staßfurt (1989)

Die DDR-Kinder von Namibia sind eine Gruppe von insgesamt etwa 400 namibischen Kindern, viele von ihnen Waisen oder Halbwaisen, die während des Unabhängigkeitskampfes der SWAPO gegen die südafrikanische Besatzung in Südwestafrika ab 1979 aus den Flüchtlingslagern in die Deutsche Demokratische Republik (DDR) gebracht wurden und dort aufwuchsen. Mit der Unabhängigkeit Namibias 1990 wurden diese unvermittelt zurückgebracht.

## Vorgeschichte

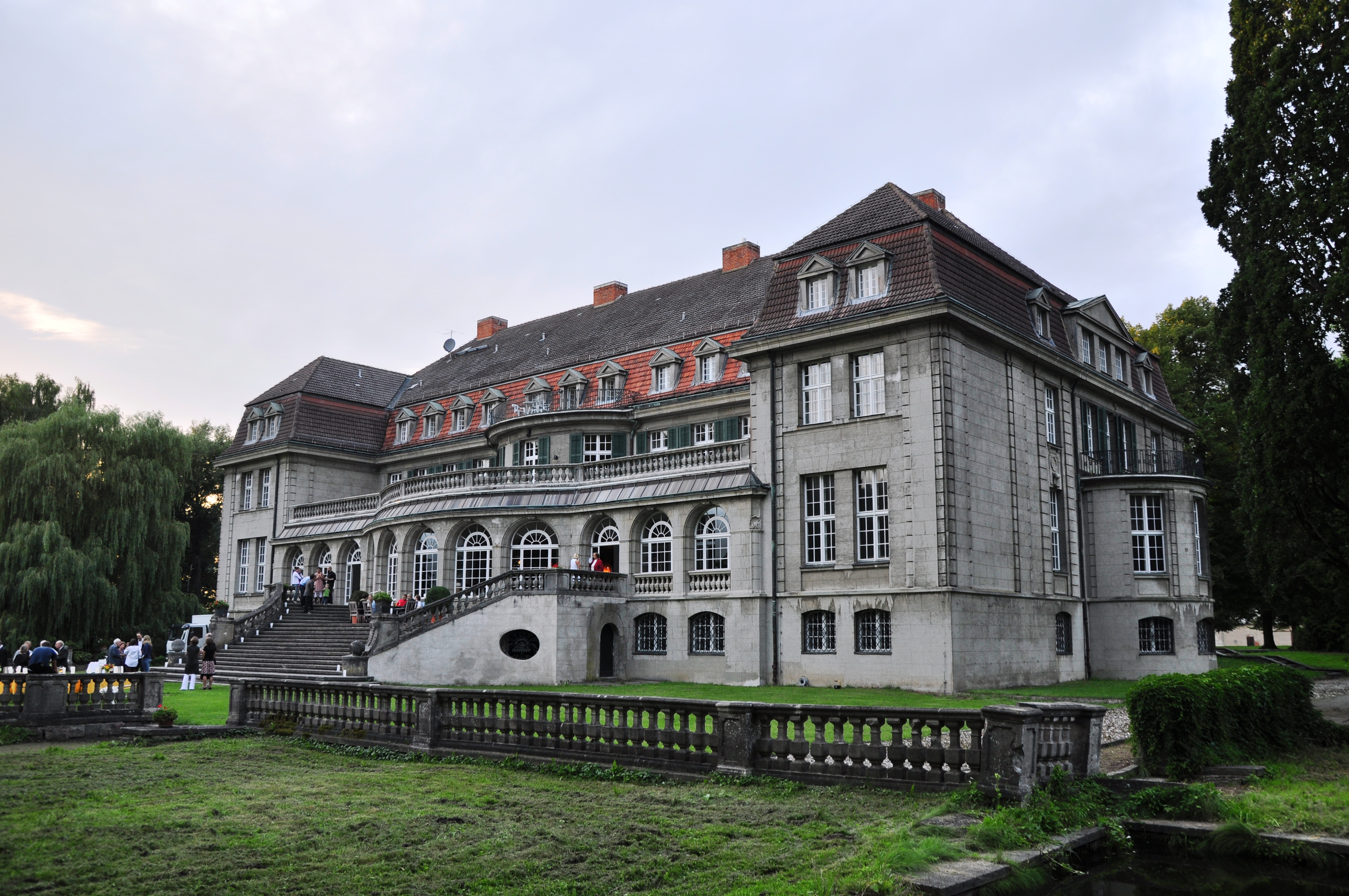
Jagdschloss Bellin

In den 1960er und 1970er Jahren wuchs unter vielen Schwarzen, besonders unter den Angehörigen der Ovambo-Bevölkerungsgruppe, der Widerstand gegen die südafrikanische Besetzung. Die Bevölkerung Südwestafrikas wurde durch die weißen Südafrikaner unter der Apartheid stark benachteiligt. Im Zuge ihres Befreiungskampfes unterstützte die SWAPO die Zuflucht suchenden Namibier und errichtete Flüchtlingslager, welche bald die Größe und Struktur von Dörfern oder Kleinstädten annahmen. Exil fanden die Namibier in Tansania, Botswana, Sambia und Angola. Neben den Flüchtlingen bemühten sich „Solidarity Workers“, vor allem aus europäischen Ländern, aber auch aus Kuba und anderen sozialistischen Staaten, um den Aufbau von Gesundheits- und Schulzentren. Zwei der Lager wurden offiziell als „Namibisches Gesundheits- und Erziehungszentrum“ bezeichnet: Nyango in Sambia und Kwanza Sul in Angola. Hier waren vor allem Kubaner, Deutsche aus der DDR, Schweden und Finnen vertreten, die dabei halfen, die Bedingungen im Exil zu verbessern.
Im Kampf um die Unabhängigkeit Namibias suchte die SWAPO in vielen Ländern Hilfe und Unterstützung, die sie in Form von Lehrkräften und medizinischem Fachpersonal, Waffen, Geldern, Munition und schließlich zivilen Gütern erhielt. Die UdSSR leistete eine erhebliche technisch-militärische Hilfe. Zwischen 1960 und 1980 kamen Hunderte von Namibiern in die DDR, denen eine Berufsausbildung, ein Studium bzw. diverse Lehrgänge ermöglicht wurden. Auch erfolgte 1978 eine medizinische Behandlung von Cassinga-Überlebenden und schwer verwundeten PLAN-Kämpfern in der DDR. Auf diese Weise lieferte die DDR „Solidaritätssendungen“ in den Südwesten Afrikas. Sam Nujoma wandte sich nach dem Angriff auf Cassinga erneut an die DDR und weitere sozialistische und kommunistische Länder und bat, Kinder aus den SWAPO-Flüchtlingslagern aufzunehmen, um sie vor weiteren Übergriffen zu schützen, ihnen gute Verpflegung und Betreuung zu sichern, bis man selbst wieder in der Lage sei, diesen Verpflichtungen nachzukommen.
Am 12. September 1979 wurde Nujomas Antrag vom Sekretariat des Zentralkomitees der SED bewilligt und die Planung des Projekts begonnen. Das heute als Jagdschloss Bellin bekannte Anwesen im Dorf Bellin zehn Kilometer südlich von Güstrow (Mecklenburg-Vorpommern) wurde für die Unterbringung der Kinder ausgewählt.

## Ankunft
Am 18. Dezember 1979 kamen 80 namibische Kinder im verschneiten Bellin an, von denen die ältesten zwischen sechs und sieben und die jüngsten zwischen drei bis vier Jahre alt waren. Neben medizinischer und alltäglicher Versorgung war die Vermittlung erster Deutschkenntnisse eine zentrale Aufgabe, um die Kinder auf ihren Schulbesuch vorzubereiten. Zwischen 1979 und 1988 kamen insgesamt 430 Kinder in die DDR. Aufgrund mangelnder Kapazitäten brachte man ab 1985 die älteren Klassen in die Schule der Freundschaft in Staßfurt, wo die namibischen Jugendlichen neben dem Unterricht eine Unterkunft hatten. Auch im nahe gelegenen Löderburg gingen namibische Kinder zur Schule.
Die später als „79er“ bekannte Gruppe der ersten Ankömmlinge verbrachte elfeinhalb Jahre in der DDR. Sie gingen zur Schule, lernten Deutsch wie ihre Muttersprache und wuchsen praktisch deutsch auf. Deutsche wie namibische Erzieherinnen versuchten, den Kindern so weit wie möglich ihre namibische Kultur mittels traditioneller Tänze und Lieder auf Oshivambo sowie traditioneller Kochveranstaltungen näher zu bringen. Die vergleichsweise geringe Rolle, die der namibischen Tradition angesichts der Allgegenwart der deutschen Sprache und Kultur zukam, wurde auch durch die fehlenden Erfahrungen der Erzieherinnen unterstützt. So kannten nach Aussagen der „Ex-DDR-Kinder“ die eigenen namibischen Erzieherinnen verhältnismäßig wenig von ihrer Kultur, da sie einen Großteil ihres Lebens in Flüchtlingslagern außerhalb Namibias verbracht hatten.
Wie in der gesamten DDR wurde auf sozialistische Erziehung und Wertebildung großen Wert gelegt. Die Ausbildung der SWAPO-Pioniere zielte darauf ab, nach der Unabhängigkeit diese namibischen Kinder als neue Führungselite des Landes einzusetzen. Diese ihnen von Beginn an zugedachte Rolle bestimmte weitgehend ihre Erziehung.

## Rückführung
Wenige Monate nach dem Fall der Berliner Mauer im November 1989 erlangte Namibia seine Unabhängigkeit. Die sich überstürzenden Ereignisse in der DDR führten neun Monate später dazu, dass die namibischen Kinder und Jugendlichen sowie ihre Erzieherinnen kurzfristig die DDR verlassen mussten.
Die Meinungen über die Ursachen der Rückführung gehen auseinander. Während ehemalige Mitarbeiter und Lehrer die fehlende Bewilligung der Weiterführung des doch sehr kostspieligen Projektes als Grund nennen, beharren vorwiegend die „Ex-DDR-Kinder“ auf der Verantwortlichkeit durch die SWAPO. Eine damals gebildete Eltern-Kommission habe die Rückführung der Kinder eingefordert, sei es als Symbol der neuen und eigenständigen Regierung Namibias oder als Beweis gegen kursierende Gerüchte der angeblich entführten SWAPO-Kinder. Zwischen dem 26. und 31. August 1990 fand die Rückführung der Kinder statt. Als Heimkehrer landeten sie in einem ihnen fremden und unbekannten Land. Ein zweiseitiger Kulturschock war die Folge: Während diese Jugendlichen für die Schwarzen, oft für die eigene Familie, Fremde – „Deutsche“ waren, betrachteten die Deutschstämmigen in Namibia sie zwar als „überraschend deutsch“, aber eben doch als schwarz.
Für die „DDR-Kinder aus Namibia“ bedeutete dies einen Konflikt zwischen zwei Heimatländern, zwischen zwei Kulturen und einen Kampf zwischen zwei Identitäten.

## Nachbetrachtung
Im Zuge der Rückführung nach Namibia wurden die jungen Namibier schnell mit dem Begriff der „Ex-DDR-Kinder“ oder „DDR-Kids“ versehen. Auch sprach man von den „Ossis von Namibia“, da sie sich selbst gelegentlich als „Ossi“ bezeichneten. Der bis 2007 noch existierende Ossiclub von Windhoek, in welchem sie sich regelmäßig trafen, unterstützte ihre Namensgebung zusätzlich. Bis heute hängt den jungen Deutsch-Namibiern die Bezeichnung „DDR-Kinder“ an, ein Begriff, dem sie längst entwachsen sind. Dabei variieren ihre Biografien stark: Während für einige die gute Schulausbildung und deutsche Sprachkenntnis im stark deutsch geprägten Namibia große Berufschancen versprechen, leiden andere an ihrer zerrütteten Biographie, die einer unentwegten Suche nach der eigenen Heimat, Kultur und Identität glich.
Heute bezeichnen sich die jungen Ex-DDR-Kinder gegenseitig als „Omulaule“, was Oshivambo ist und „schwarz“ oder „schwarzer Mann“ bedeutet. Viele dieser „DDR-Kinder“ waren lange Zeit im „Freundeskreis ex-DDR“ organisiert. Ihre Alltagssprache nennen sie Oshi-Deutsch, eine Mischung aus Deutsch, Englisch und Oshivambo.
Vor allem seit Mitte der 2000er Jahre werden einigen der Ex-DDR-Kinder (oder sich als solche Ausgebende) Betrugsabsichten gegen Touristen im Zentrum von Windhoek vorgeworfen.

## Ausstellung
In der Wechselausstellung Ansichtssache(n): Das Deutsche in mir ist indirekt am Berliner Humboldt-Forum / Ethnologisches Museum wird die Geschichte der „DDR-Kinder“ nachgezeichnet. In Fotocollagen und Video-Interviews blicken einige von ihnen und ihre Kinder auf ihre Biographien, in denen sich afrikanische und europäische Perspektiven auf vielfältige Weise kreuzen. Ausstellungskonzept: Dirk Neldner. Eröffnung Sep. 2021.

## Rezeption in Film und Theater
- DDR-Kind aus Namibia: Ich musste mich durchbeißen, Dokumentarfilm, Bayerischer Rundfunk, 30. November 2019 (Webseite zum Film)
- Oshi-Deutsch: Die DDR-Kinder von Namibia, Dokumentartheater von Gernot Grünewald und Sandy Rudd, Theater Osnabrück, Premiere: 27. Mai 2016. Weitere Aufführungen in Staßfurt, Güstrow, Windhoek und Oshakati[11]
- Honeckers vergessene Kinder, Dokumentarfilm von Jule und Udo Kilimann, 2010, Erstausstrahlung RBB 27. März 2010
- Namibia – Was heißt denn hier deutsch?, Dokumentarfilm von Wolf von Lojewski, ZDF 2008
- Die Ossis von Namibia, Dokumentarfilm von K.-D. Gralow, R. Pitann und H. Thull., 2004–2007, Produktion: Pitann Film+Grafik, Erstausstrahlung NDR 2007
- Wenn uns zwei Berge trennen, 2007, 48 Minuten, R + B: Martin Reinbold, Marion Nagel Website zum Film, Film ansehen
- Omulaule heißt schwarz, an der Bauhaus-Universität Weimar (Fakultät Medien) entstandener Dokumentarfilm. Der Film wurde mit dem Preis der Landeszentrale für politische Bildung Thüringen, 2003 ausgezeichnet. Website zum Film
- Die Ossis von Windhoek, 1997 Dokumentation, 52 Minuten, ARTE & Mdr
- Die vergessenen Kinder, 1991 Dokumentation von Jürgen Podzkiewitz, 26 Minuten, Deutsche Welle
- Dokumentarfilm-Trilogie von Lilly Grote & Julia Kunert:
  - Inside – Outside, 1990
  - Staßfurt – Windhoek, 1991
  - Oshilongo Shange – Mein Land, 1992

## Literarische Rezeption
- Marco Mahler: Kuckucksland, Tinte & Feder, 2016, ISBN 978-1-5039-4195-3.